# William Salter
William Salter (ur. 1804 w Honiton, zm. 22 grudnia w 1875 w Londynie, w West Kensington) – angielski malarz-portrecista.

## Opis
Jego najsłynniejszym dziełem jest "Bankiet Waterloo" (ang. The Waterloo Banquet), przedstawiający bal zorganizowany przez księcia Wellingtona w jego londyńskim domu Apsley House na cześć kolejnej rocznicy bitwy pod Waterloo.
Salter namalował 83 portrety, głównie oficerów i wojskowych – większość z nich znajduje się w National Portrait Gallery. Obrazem "Sokrates przed sędziami" (ang. Socrates before his Judges) zasłużył na przyjęcie w szeregi Royal Academy of Arts.

## Galeria

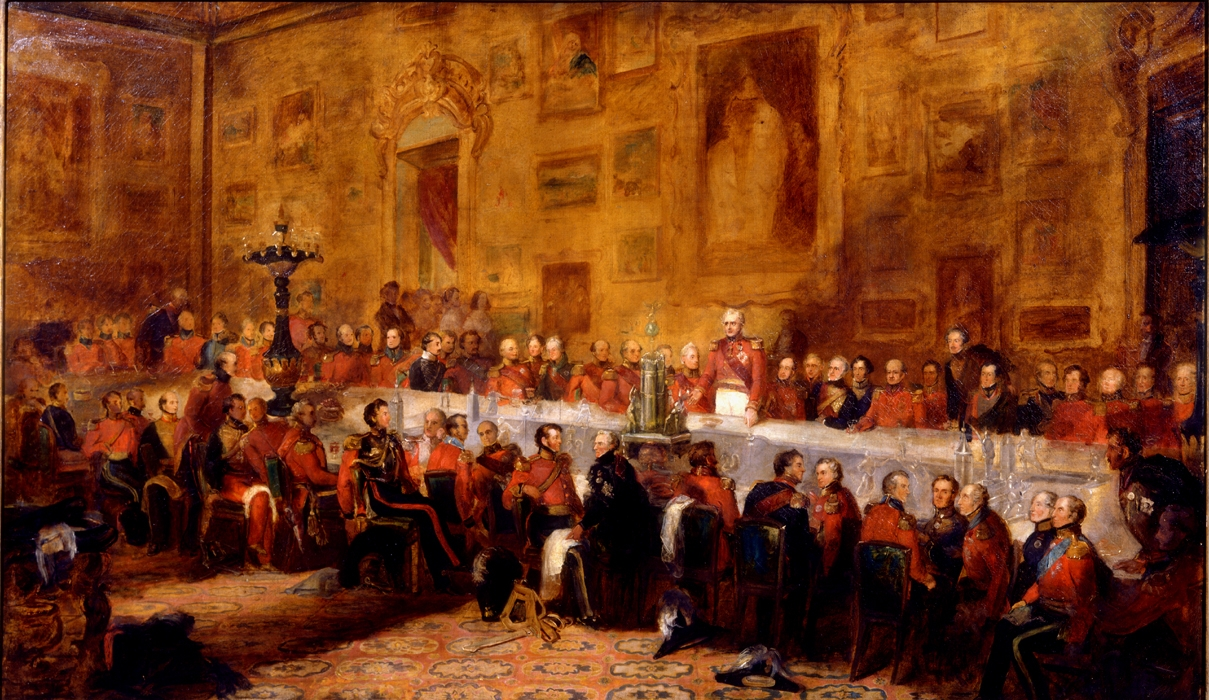
The Waterloo Banquet 1836, William Salter
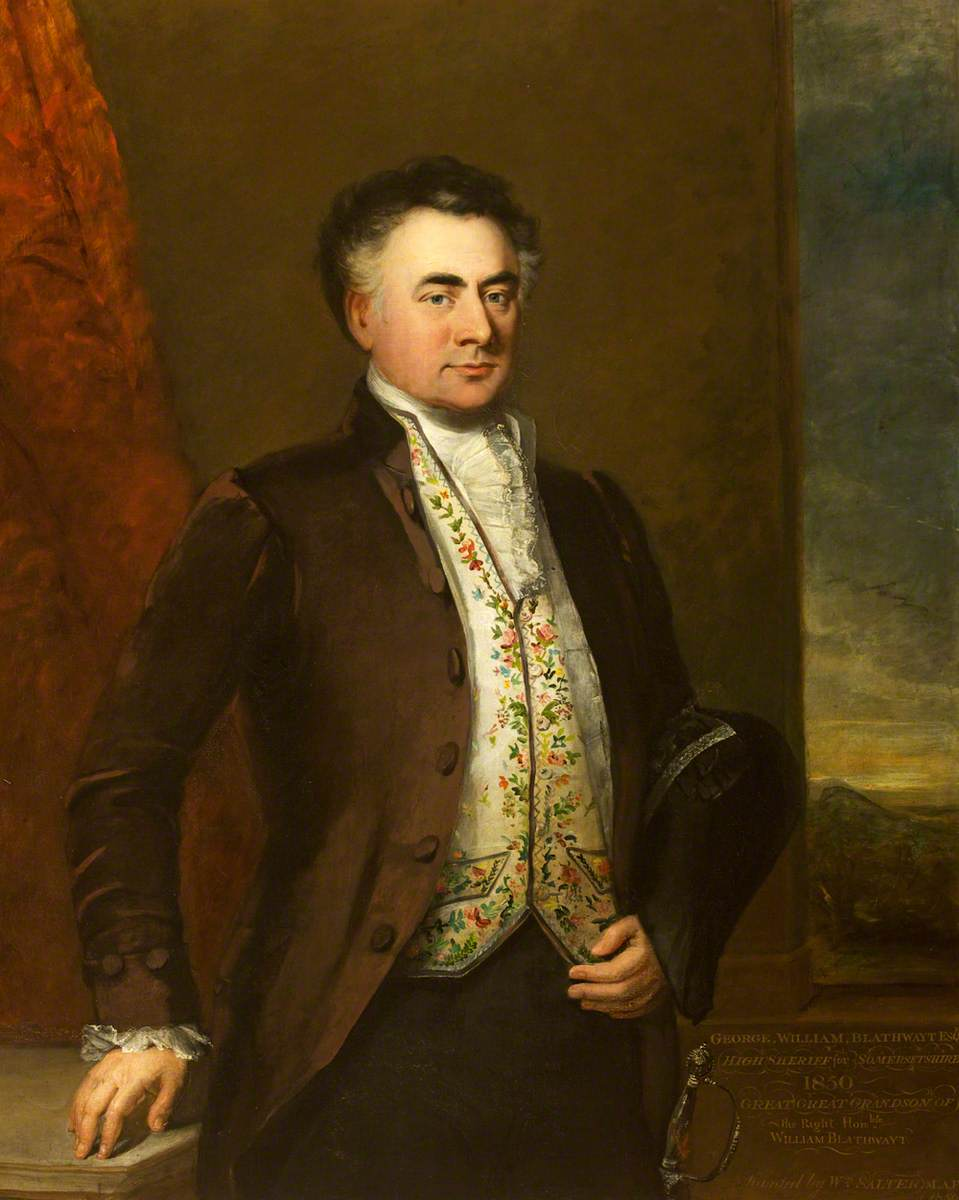
Colonel George William Blathwayt, William Salter
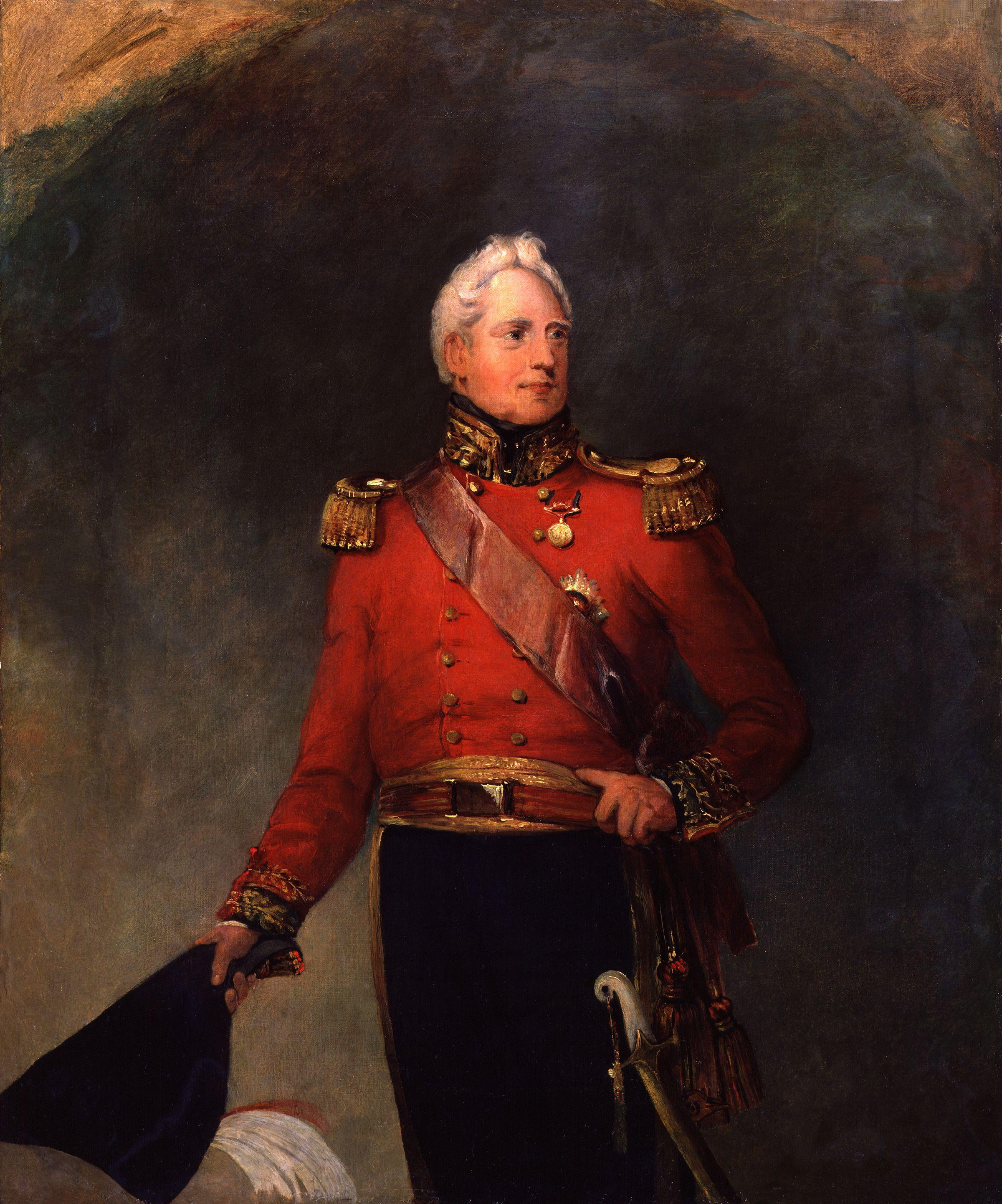
Król William IV, William Salter
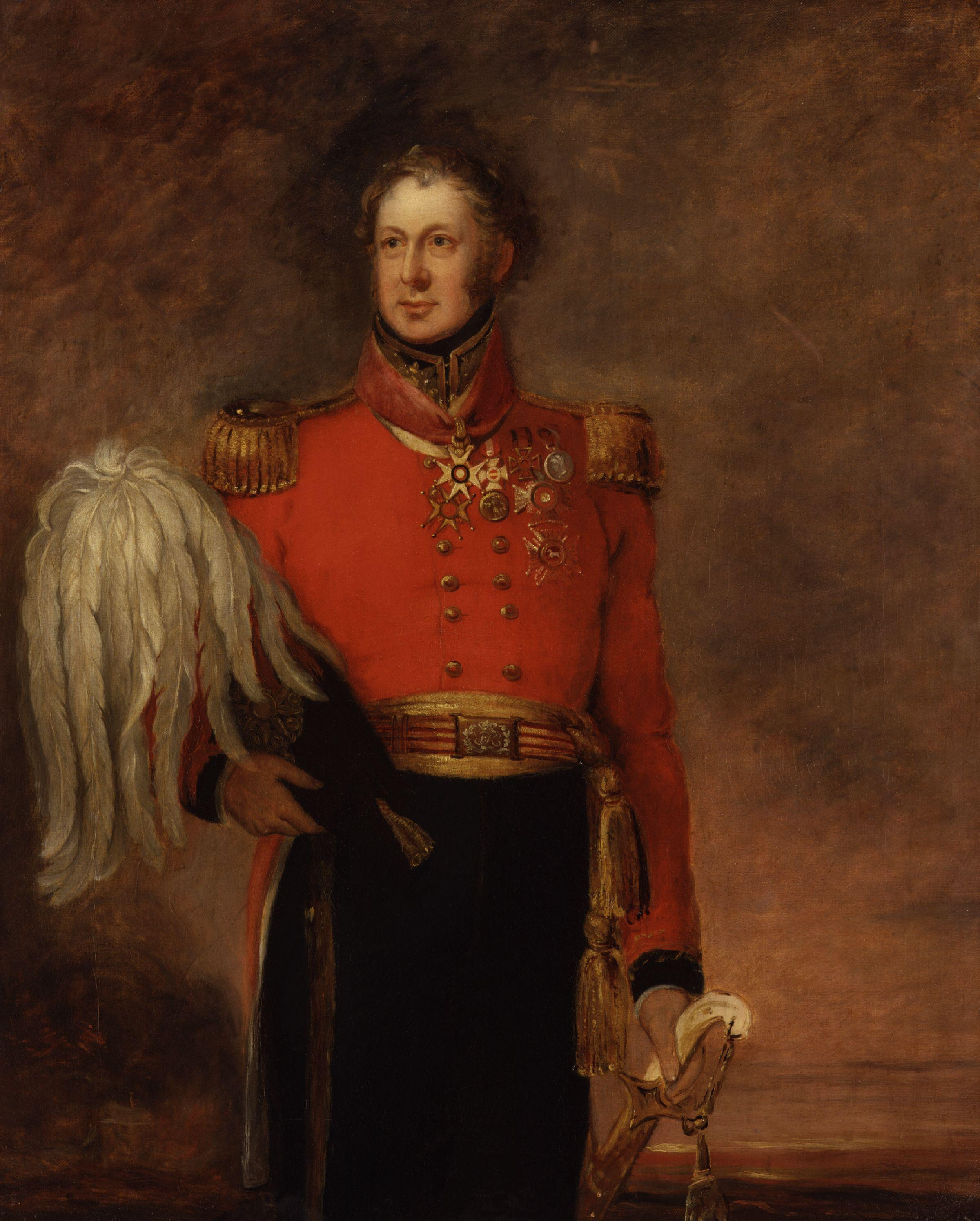
Reginald Ranald Macdonald , William Salter